# Santa Eufemia del Barco
Santa Eufemia del Barco es un municipio y localidad española de la provincia de Zamora, en la comunidad autónoma de Castilla y León.
El municipio lo constituyen las localidades de Losilla, San Pedro de las Cuevas y Santa Eufemia del Barco, siendo esta última la capital municipal. El municipio cuenta con una superficie de 52,18 km² y, según datos del padrón municipal 2017 del INE, cuenta con una población de 187 habitantes.

## Ubicación
Santa Eufemia del Barco se encuentra localizada junto al embalse de Ricobayo, cerca de una de las colas que se generaron tras la construcción de la presa. Cuenta con una playa fluvial rodeada de bellos paisajes.

## Historia
Los castros astures cercanos a la localidad son una muestra del poblamiento humano del entorno desde época prerromana. Estos, situados en el entorno del río Esla (río que inicialmente denominado Ástura dio nombre a los astures) se situaban junto a este río que constituyó la frontera natural oriental de los pueblos astures prerromanos.
Durante la Edad Media Santa Eufemia quedó integrado en el Reino de León, cuyos monarcas habrían acometido la repoblación de la localidad dentro del proceso repoblador llevado a cabo en la zona. Así, durante los siglos XIII y XIV Santa Eufemia perteneció a la Orden del Temple, formando parte de la encomienda templaria de Alba una vez que el rey Alfonso IX de León otorgó a esta Orden la comarca, donación que se hizo efectiva en 1220 tras una posible entrega anterior, formando parte posteriormente del Condado de Alba de Liste.
Con la creación de las actuales provincias en 1833, Santa Eufemia del Barco (entonces en el municipio de San Vicente del Barco, localidad que desapareció bajo el embalse de Ricobayo), fue adscrito a la provincia zamorana, dentro de la Región Leonesa, integrándose en 1834 en el partido judicial de Alcañices, dependencia que se prolongó hasta 1983, cuando fue suprimido el mismo e integrado en el partido judicial de Zamora.

## Geografía humana

### Demografía
Cuenta con una población de 169 habitantes (INE 2024).
| Gráfica de evolución demográfica de Santa Eufemia del Barco entre 1842 y 2021 |
| |
| Población de derecho según los censos de población del INE Población de hecho según los censos de población del INEEn estos censos se denominaba San Vicente del Barco: 1842, 1857, 1860, 1877, 1887, 1897, 1900, 1910, 1920, 1930 y 2001 |

| 338                        | 307 | 291 | 279 | 208 | 184 |
| (Fuente: [cita requerida]) |     |     |     |     |     |

## Patrimonio
- Iglesia de la Asunción. Remodelada, con pórtico y dos cuerpos, y espadaña triangular de pináculos, acoge en su interior iconografía religiosa procedente del templo del desaparecido San Vicente del Barco.
- Arquitectura rural. De adobe, pizarra y sobre todo cuarcitas se muestra en viviendas típicas de una o dos plantas con detalles de rejería y portaladas, en cerramientos de huertos, pontones y cercas

## Fiestas
Santa Eufemia celebra las fiestas patronales en honor de Santa Eufemia a mediados de septiembre, además de Nuestra Señora del Rosario el primer domingo de octubre con misa y procesión. San Vicente en enero, Las Candelas en febrero, o la Bendición de campos y San Isidro en mayo completan el calendario anual de festejos tanto populares como religiosos.